# L'Usine Nouvelle
L’Usine Nouvelle es una revista semanal francesa de prensa escrita del Groupe Industrie Services Info (GISI), y orientada a la economía y la tecnología en el mundo industrial. 
L’Usine Nouvelle contiene noticias de actualidad, y estudios diversos sobre evolución de los mercados, tendencias, anticipación tecnológica, anticipación concurrencial, etc, todo muy orientado al mundo de la producción industrial.

## Historia
Este magacín de prensa económica y profesional surgió por primera vez el 5 de diciembre de 1891 en Charleville con el título l'Usine, y allí, el subtítulo anunciaba claramente la intención de sus fundadores e ideólogos : 

« Organe de l'industrie des Ardennes et du Nord-Est ».

 Le journal est édité sous l'égide du Syndicat des industriels métallurgiques ardennais. Et l'édito précise : « L'Usine a l'ambition de devenir l'organe de tous ceux qui ont à cœur la prospérité des industries ardennaises et de leur expansion ». La ligne directrice est annoncée. C'est un journal conçu par des entrepreneurs pour des entrepreneurs.  C'est un outil d'information pour les aider à agir et à décider, et c'est un support de communication et d'annonces pour le patronat Les Ardennes et le Nord-Est de la France sont alors des terres de prédilection pour les industriels.
En 1905, le journal est racheté par Camille Didier, qui en était devenu le directeur dès 1901, à 26 ans et qui fait ouvrir un bureau à Paris. Camille Didier veut donner au journal une diffusion nationale.
En 1914, le journal bénéficie d'un lectorat de 3 000 abonnés. Lors de l'invasion allemande, les bureaux sont transférés à Paris. Ils ne quitteront plus la capitale. En 1935, le magazine tire à 35 000 exemplaires et les bureaux sont au 15 de la rue Bleue.
Au déclenchement de la Seconde Guerre mondiale, le journal appelle à la mobilisation des industriels pour l'effort de guerre. Paris envahi, il se limite à des informations factuelles telles que le cours des matières premières. À la Libération, son patron, qui est toujours Camille Didier, est accusé un temps de collaboration pour avoir continué à paraître sous l'autorité allemande. Il est soutenu par sa cousine Jeanne Carlot, figure de la résistance ardennaise qui a dirigé un journal organe de cette résistance, l'Ardenne. 
En 1945, le magazine est de nouveau diffusé après une interruption de onze mois, sous le titre l'Usine nouvelle. La pagination enfle sous les Trente Glorieuses. Le journal s'intéresse à tous les secteurs, il devient un fleuron de la presse professionnelle généraliste, avec une position solide. En 1962, Camille Didier décède et le journal est repris par son fils, Edouard Didier.
En 1968, la parution est perturbée par une grève dure de la C.G.T., à l'imprimerie de Montrouge. En 1970, la famille Didier revend le journal au Groupe Havas. En 1992, c'est l'informatisation de la rédaction et en 1998 la création du site internet. Tout un symbole pour aborder le SXXI.

## Dirección
- Président directeur général : Christophe Czajka
- Directeur général délégué : Julien Elmaleh
- Directeur des rédactions du pôle Industrie : Thibaut De Jaegher
- Rédacteur en chef délégué : Pascal Gateaud

### Edición en línea
Créé en 2001, Usinenouvelle.com est un site d'information économique et industrielle reprenant les articles du magazine L’Usine Nouvelle, mais également d'autres sources (agences de presse, etc.). Il a été récompensé par le Palmarès de la Presse Professionnelle du prix du meilleur site Internet en 2003.
Trafic mensuel du site Usinenouvelle.com mesuré par Xiti : 
1. Visiteurs Uniques : 1 600 000
2. Pages vues : 6 000 000
3. Audience : cadres supérieurs et dirigeants.

### Rúbricas
En 2009, le site connaît une refonte.
Ses principales rubriques : « L'Info 24/7 » et « L'Expo Permanente » 
La rubrique Info 24/7 rapporte et analyse l'actualité du secteur industriel. 
L'Expo Permanente met en relation les professionnels et leurs fournisseurs; 